# جاده ۳ ایلینوی
جاده ۳ ایلی‌نوی،(به انگلیسی: Illinois Route 3) یک جاده اصلی بزرگراه ایالتی در جنوبغرب ایلی‌نوی است.
این جاده یک جاده چهار بانده می‌باشد.

طول این جاده ۳۰۱٫۶۶ کیلومتر بوده و از ۱۹۱۸ وجود داشته‌است. این جاده از شهرستان الکساندر، شهرستان یونیون، شهرستان جکسون، شهرستان راندولف، شهرستان مونرو، شهرستان سنت کلیر، شهرستان مدیسن و شهرستان جرسی می‌گذرد.